# Asiago-DLR Asteroid Survey

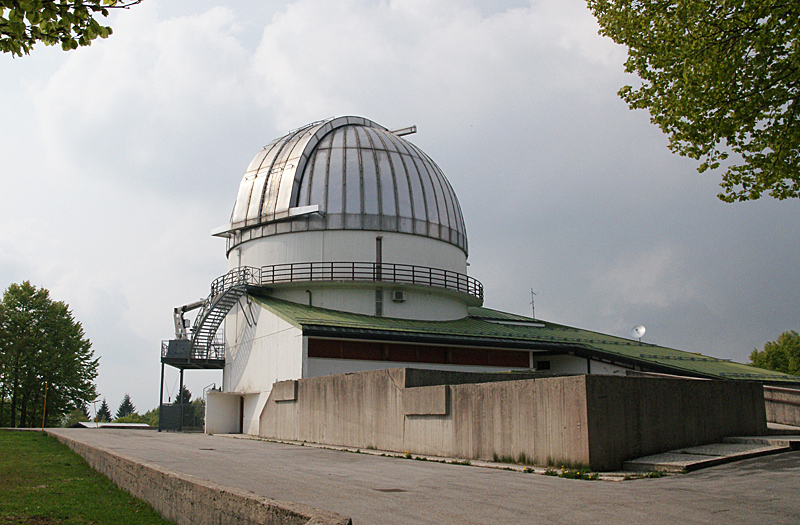
Observatoire d'Asiago, où a lieu le programme ADAS.

Le programme Asiago-DLR Asteroid Survey (ADAS) a pour but de rechercher des comètes et des astéroïdes, et plus spécialement des objets géocroiseurs.
Il s'agit d'une association entre le département d'astronomie de l'université de Padoue (à l'aide du télescope de Schmidt d'Asiago Cima Ekar) et l'institut de technologie des capteurs spatiaux et d'exploration planétaire du DLR situé à Berlin-Adlershof en Allemagne. DLR signifie Deutsches Zentrum für Luft- und Raumfahrt (Centre Aérospatial Allemand). Situé au même endroit que l'observatoire d'Asiago (Station d'observation d'Asiago Cima Ekar), ADAS possède le code UAI 209.
Les principaux chercheurs sont Cesare Barbieri (à Padoue/Asiago) et Gerhard Hahn (au DLR Berlin-Adlershof).
Il travaille en collaboration avec UDAS, le Uppsala-DLR Asteroid Survey.
Il est crédité par le Centre des planètes mineures de la découverte de 219 astéroïdes numérotés entre 2001 et 2003, dont 177 sous le nom Asiago-DLR Asteroid Survey et 42 sous le nom ADAS.

## Astéroïdes découverts
| (43511) Cima Ekar      | 11 février 2001  |
| (46392) Bertola        | 5 janvier 2002   |
| (48268) 2002 AK1       | 4 janvier 2002   |
| (51406) Massimocalvani | 26 février 2001  |
| (55427) 2001 TF47      | 14 octobre 2001  |
| (55428) Cappellaro     | 14 octobre 2001  |
| (57561) 2001 TA48      | 14 octobre 2001  |
| (57879) Cesarechiosi   | 2 janvier 2002   |
| (64840) 2001 YW5       | 19 décembre 2001 |
| (65091) Saramagrin     | 1er février 2002 |
| (68585) 2002 AY6       | 9 janvier 2002   |
| (72543) Simonemarchi   | 26 février 2001  |
| (77049) 2001 CH48      | 1er février 2001 |
| (77136) Mendillo       | 26 février 2001  |
| (82152) 2001 FR169     | 23 mars 2001     |
| (82153) Alemigliorini  | 23 mars 2001     |
| (83679) 2001 TB48      | 14 octobre 2001  |
| (83956) Panuzzo        | 7 décembre 2001  |
| (88245) 2001 CH49      | 2 février 2001   |
| (88961) Valpertile     | 14 octobre 2001  |
| (89663) 2001 YN5       | 17 décembre 2001 |
| (89664) Pignata        | 19 décembre 2001 |
| (89665) 2001 YO6       | 20 décembre 2001 |
| (89739) Rampazzi       | 9 janvier 2002   |
| (89744) 2002 AG18      | 8 janvier 2002   |
| (89818) Jureskvarč     | 2 janvier 2002   |
| (89910) 2002 ED5       | 10 mars 2002     |
| (90288) Dalleave       | 6 mars 2003      |
| (94955) 2001 YS90      | 21 décembre 2001 |

| (95008) Ivanobertini     | 4 janvier 2002   |
| (95009) 2002 AJ1         | 4 janvier 2002   |
| (95024) Ericaellingson   | 8 janvier 2002   |
| (95209) 2002 CW          | 2 février 2002   |
| (95474) Andreajbarbieri  | 10 mars 2002     |
| (95475) 2002 EB5         | 10 mars 2002     |
| (98866) Giannabussolari  | 15 janvier 2001  |
| (99439) 2002 CA1         | 2 février 2002   |
| (107393) Bernacca        | 1er février 2001 |
| (107394) 2001 CJ49       | 2 février 2001   |
| (108072) Odifreddi       | 22 mars 2001     |
| (108108) 2001 FA192      | 22 mars 2001     |
| (111561) Giovanniallevi  | 5 janvier 2002   |
| (111562) 2002 AJ3        | 5 janvier 2002   |
| (111567) 2002 AT6        | 5 janvier 2002   |
| (111820) 2002 DK1        | 18 février 2002  |
| (123859) 2001 CO48       | 11 février 2001  |
| (123923) 2001 DQ106      | 27 février 2001  |
| (124891) 2001 TE47       | 14 octobre 2001  |
| (126424) 2002 CR         | 2 février 2002   |
| (126776) 2002 EJ3        | 7 mars 2002      |
| (126777) 2002 EN3        | 7 mars 2002      |
| (126778) 2002 EV3        | 10 mars 2002     |
| (132162) 2002 EJ8        | 7 mars 2002      |
| (132265) 2002 EW125      | 11 mars 2002     |
| (310222) Vasipetropoulou | 10 janvier 2002  |
| (310652) Hansjörgdittus  | 10 janvier 2002  |
| (316527) Jürgenoberst    | 26 février 2001  |
| (322577) Stephanhellmich | 22 mars 2001     |
| (329025) Annekathrin     | 16 février 2001  |
| (331341) Frankscholten   | 19 février 2002  |